# European Youngster Cup
Der European Youngster Cup (abgekürzt EY-Cup) ist eine seit dem Jahr 2007 in Deutschland unter diesem Namen ausgetragene Turnierserie im Springreiten. Teilnahmeberechtigt sind Reiter bis zum Alter von 25 Jahren. Die Serie ist von der FEI anerkannt.

## Geschichte
Die Ursprünge des European Youngster Cup gehen auf das Jahr 2003 zurück. In diesem Jahr wurde unter Federführung der Eltern jugendlicher Reiter aus Bayern, insbesondere durch Rudolf Hindelang, der Bavarian Youngster Cup (BYCup) gegründet. Ziel der Serie war es, den Übergang zwischen den Junioren/Junge-Reiter-Prüfungen und dem „großen Turniersport“ zu erleichtern.
Zunächst bestand die Serie als Springprüfungen der Klasse S* mit Siegerrunde, die über Bayern verteilt ausgetragen wurden. Auf dem Gut Ising wurde hierbei das Finale, erneut als Springprüfung mit Siegerrunde der Klasse S*, ausgetragen. Daneben wurde in den Anfangsjahren auch ein Bavarian Youngster Cup in der Dressur und im Pony-Springreiten ausgetragen.
Im Jahr 2006 wurde neben dem BYCup eine ergänzende Serie auf S**-Niveau geschaffen. Diese German Youngster Cup (GYCup) genannte Serie wurde oftmals auf den gleichen Turnieren wie der BYCup ausgetragen, mit dem CSI 2* Linz war jedoch auch erstmals ein ausländisches Turnier Teil der Serie.
Das Jahr 2007 war durch mehrere Veränderungen geprägt: Aus dem German Youngster Cup wurde der European Youngster Cup. Zudem wurde eine Zusammenlegung des EY-Cups mit dem BYCup geplant. Diese wurde endgültig im Jahr 2008 realisiert. 2007 wurde zum letzten Mal das Finalturnier des BYCup/EY-Cup in Ising durchgeführt. Ebenso wurde letztmals der BYCup der Dressurreiter ausgetragen, dieser firmiert seit 2008 unter dem Namen TDF Cup.
Beim European Youngster Cup 2008 wurden erstmals alle S*- und S**-Prüfungen auf denselben Turnieren ausgetragen, hierbei wurden eine S*-Gesamtwertung und eine S**-Gesamtwertung durchgeführt. Es kamen neue Stationen in der Schweiz (CSI Neuendorf) und in Italien (Toscana Tour Arezzo) hinzu. Zudem kamen durch die Kooperation mit der horsedeluxe event GmbH mehrere österreichische Turniere hinzu. Alle Prüfungen auf internationalen Turnieren werden seit 2008 als CSIU25-A ausgeschrieben. Ein Finale wurde nicht ausgetragen.
Das Jahr 2009 führte nochmals zu großen Veränderungen: Nachdem der EY-Cup bisher in Deutschland überwiegend auf Süddeutschland begrenzt war, kam es von 2009 an zu einer Kooperation mit der Escon Marketing GmbH. Dadurch kamen Wertungsprüfungen in Dortmund, Bremen, Nörten-Hardenberg, Donaueschingen, Oldenburg (Old.) und Frankfurt am Main hinzu. Auf diesen Turnieren trägt die Turnierserie den Beinamen Young Masters League. Das Turnier in Frankfurt wird hierbei als „Großes Finale“ mit erhöhtem Preisgeld ausgetragen.
Erstmals im Jahr 2009 wurden die besten Reiter des FEI North American Junior and Young Rider Championships zum „Großen Finale“ nach Frankfurt eingeladen. Dieser Einladung folgte die US-Amerikanerin Lucy Davis, die das „Große Finale 2009“ auch gewann.
Die Saison 2010 bot weitere Neuerungen: In Kooperation mit der En Garde Marketing GmbH kam eine Wertungsprüfung in Gera hinzu, zudem wurde einmalig im Rahmen des Weltcupfinals 2011 in Leipzig ein so genanntes „Super Finale“ durchgeführt. Hierfür qualifizierten sich die besten Teilnehmer des regulären Finales des EY-Cups 2010 beim Frankfurter Festhallenturnier, die erfolgreichsten Teilnehmer US-amerikanischer Qualifikationsprüfungen sowie der Sieger des Großen Preises des Salut-Festivals Aachen (eines der wichtigsten Nachwuchsreiterturniere Deutschlands). Dieses Super-Finale wurde abweichend als CSI 2* für Reiter bis 26 Jahre ausgeschrieben, da es noch der Saison des Jahres 2010 zugerechnet wurde.
In der Saison 2011 wurde den US-amerikanischen Reitern eine erneute Teilnahmemöglichkeit gewährt: Vier Prüfungen für U25-Reiter in Wellington (Florida) bildeten den Artisan Farms Young Riders Grand Prix. Diese Prüfungen werden hierbei als reguläre Wertungsprüfungen des EY-Cup gewertet.
Zudem endete die Tradition des ehemaligen BYCups: Die S*-Prüfungen werden zwar weiterhin durchgeführt, es wird jedoch keine Gesamtwertung mehr geführt. Im Gegenzug wurde auf bayerischer Ebene unter erneuter Mitwirkung von Rudolf Hindelang eine Turnierserie bis zu Klasse S* begründet, dessen Finale in Ising stattfindet: der Hindelang-Cup U21. Mit der Saison 2012 wurde wieder auf die Beteiligung von US-amerikanischen Wertungsprüfungen verzichtet, das „Große Finale“ wurde nach Salzburg verlegt.
Im Jahr 2014 erhöht sich die Anzahl der Stationen in Deutschland wieder. So kamen Wertungsprüfungen bei Turnieren in Braunschweig, Mannheim, Balve und Hamburg hinzu. Bei diesen Turnieren haben deutsche U25-Reiter die Möglichkeit, sich im Rahmen des Deutschlands U25 Springpokal in einer Springprüfung der Klasse S*** für das European-Youngster-Cup-Finale zu qualifizieren. Der Etappen des U25 Springpokals waren nur zwei Jahre lang Teil des European Youngster Cups, der Sieger des U25 Springpokal-Finals qualifiziert sich jedoch weiterhin für EY-Cup-Finale. Im Jahr 2016 umfasste der European Youngster Cup inklusive des Finalturniers 20 Etappen.

## Punktevergabe und Preisgeld
Die Punktevergabe wird bei den Wertungsprüfungen des Klasse S** wie folgt vorgenommen:
| Platz  | 1  | 2  | 3  | 4  | 5  | 6  | 7  | 8  | 9  | 10 | 11 | 12 | 13 | 14 | 15 | 16 | 17 | 18 | 19 | 20 | alle weiteren |
| Punkte | 26 | 24 | 22 | 20 | 18 | 16 | 15 | 14 | 13 | 12 | 11 | 10 | 9  | 8  | 7  | 6  | 5  | 4  | 3  | 2  | 1             |

Bis 2010 wurde für die S*-Wertungen dasselbe Wertungssystem angewandt. Soweit ein Reiter mit mehr als einem Pferd in der Prüfung antreten darf, zählt jeweils nur das beste Ergebnis des Reiters in dieser Prüfung. Das Preisgeld der S**-Prüfungen beträgt jeweils etwa 4000 € bis 5000 €.
Die Austragungsorte der Wertungsprüfungen verteilten sich im Jahr 2015 wie folgend auf die Nationen:
- Deutschland: 13 Wertungsprüfungen in Braunschweig, Pöttmes, Eschweiler, Nörten-Hardenberg, München-Riem, Balve, Mannheim (CSIO), Kirchstockach, Aachen (CHI), Ising, Bietigheim-Bissingen, Donaueschingen und Oldenburg,
- Österreich: 4 Wertungsprüfungen in Graz, Linz (Nationenpreisturnier und Hallenreitturnier) und Lamprechtshausen,
- Belgien: 2 Wertungsprüfungen in Lanaken-Zangersheide (zwei Mal),
- Schweiz: 1 Wertungsprüfung in Chevenez,
- Polen: 1 Wertungsprüfung in Jakubowice sowie
- Vereinigte Staaten: 1 Wertungsprüfung in Lexington KY

## Gesamtsieger
Gesamtsieger der S*-Gesamtwertung (2005 bis 2010):
| - 2005: Pascal Brunner (124,5 Wertungspunkte) - 2006: Carina Hindelang (93 Wertungspunkte) - 2007: Simone Blum (136 Wertungspunkte) |  |  | - 2008: Carina Hindelang (179 Wertungspunkte) - 2009: Carina Hindelang (182 Wertungspunkte) - 2010: Carina Hindelang (157 Wertungspunkte) |

Gesamtsieger der S**-Gesamtwertung (ab 2005):
| - 2005: Maximilian Ziegler (96,5 Wertungspunkte) - 2006: Carina Hindelang (81 Wertungspunkte) - 2007: Carina Hindelang (119 Wertungspunkte) - 2008: Carina Hindelang (178 Wertungspunkte) - 2009: Carina Hindelang (162 Wertungspunkte) - 2010: Tim Brüggemann (127 Wertungspunkte) - 2011: Stephanie Brugman (124 Wertungspunkte) - 2012: Philipp Winkelhaus (106,5 Wertungspunkte) |  |  | - 2013: Wolfgang Puschak (90 Wertungspunkte) - 2014: Maximilian Schmid (123 Wertungspunkte) - 2015: Sascha Braun (158 Wertungspunkte) - 2016: Simon Widmann und Manjun Kwon (je 155 Wertungspunkte) - 2017: Iza Vele (158 Wertungspunkte) - 2018: Manjun Kwon (115 Wertungspunkte) - 2019: Teresa Jurk - 2020: Niels Carstensen (131 Wertungspunkte) |

## Weltfinale
Ergänzend zum Sieger der Gesamtwertung wurde bei der letzten Wertungsprüfung beim Internationalen Festhallen-Reitturnier Frankfurt der Sieger des „Großen Finals“ ermittelt. Hierbei handelt es sich um eine Springprüfung der Klasse S** mit Stechen. Die Hindernishöhe betrug, wie bei den übrigen S**-Prüfungen, bis 1,45 Meter. Die Dotation lag mit 20.000 € jedoch deutlich über der anderer EYCup-Prüfungen.
Seit dem Jahr 2012 findet das Finale bei den Amadeus Horse Indoors in Salzburg statt, das Preisgeld beträgt nun 27.000 € (Stand 2016). Die Prüfung trägt inzwischen den Namen Weltfinale, die Höhe der Hindernisse betrug bei Finale 2016 bereits bis zu 1,55 Meter.
Für das Finalturnier qualifizieren sich alle Sieger der S**-Prüfungen der jeweiligen Saison, der Finalsieger des Vorjahres und der S**-Gesamtsieger sowie die Besten aus der Rangliste. Zudem können Teilnehmer eingeladen werden. Für die S**-Gesamtwertung wurden hier die erzielten Wertungspunkte bis 2015 mit 1,5 multipliziert. Im Jahr 2016 erhielten die Reiter bereits bei der 2. Qualifikation zum Weltfinale (einer Prüfung über 1,50 Meter) mit dem Faktor 1,5 multiplizierte Wertungspunkte. Im deutlich anspruchsvolleren Weltfinale wurden nun doppelte Wertungspunkte vergeben.
Gewinner des EYCup-Finals:
| - 2009: Lucy Davis mit True Love - 2010: Julius Losch mit Sieshof's Abraksas - 2011: Stefanie Bistan mit Juvina - 2012: Antonia Andersson mit Ouganda - 2013: Tobias Meyer mit Seal - 2014: Jana Wargers mit Cornet's Dream |  |  | - 2015: Alessandra Reich mit U Mijnheer - 2016: Pia Reich mit Quiwi Dream - 2017: Florian Dolinschek mit Sunny - 2018: Tobias Schwarz mit La Belle J - 2019: Andrzej Oplatek mit Conthinder - 2020: Bryan Balsiger mit Everest v't Hof V Eversem Z |

Bereits bis 2007 wurde ein Finalturnier ausgetragen. Dieses fand im bayerischen Ising in der Nähe des Chiemsees statt. Die Ergebnisse dieser Finals gingen nicht mit in die Gesamtwertungen ein.
Gewinner BYCup-Finale Klasse S*, Gut Ising (ab 2006):
- 2006:  Jörne Sprehe mit Lunatic[37]
- 2007:  Angelina Herröder mit Coco Z[38]

Gewinner GYCup- / EYCup-Finale Klasse S**, Gut Ising (ab 2006):
- 2006:  Tanja Pscherer mit Dialog H[39]
- 2007:  Angelina Herröder mit Coco Z[38]

## Pony Challenge
Nachdem es bereits in den Anfangsjahren des Bavarian Youngster Cups eine Turnierserie für Ponyreiter gab, wurde im Jahr 2010 die Pony Challenge unter dem Dach des European Youngster Cups geschaffen. Die Turniere sind als (internationaler) CSIP ausgeschrieben. Das Finale wird jeweils in Chevenez auf der Anlage Dehlia Oeuvray und Edwin Smits ausgetragen, parallel zum CSIU25-A (EYCup)-Turnier.